# Тариха (департамент)
Тарѝха (на испански: Tarija) е един от 9-те департамента на южноамериканската държава Боливия. Разположен е в южната част на страната. Населението на департамента е 563 342 (по изчисления за юли 2018 г.), а общата му площ – 37 623 км².

## Провинции
Департаментът е разделен на 6 провинции. Някои от тях са:
1. Гран Чако
2. Хосе Мария Авилес